# 乙邦才
乙邦才（？—1645年），字奇山，青州府益都縣人，明朝、南明軍事人物。

## 生平
乙邦才最初擔任隊長，在黃河南邊、長江北邊攻打流寇，黃得功在霍山作戰，獨自掉進泥沼，賊人包圍他射箭，將他的馬匹殺死，他只好徒手戰鬥。天亮前他手上只剩下兩支箭，乙邦才大叫衝過來，他才能逃走。乙邦才將馬匹讓給黃得功，再分一些箭給他，自己一邊逃走一邊射箭，連續射殺追擊的十多人，才回到自己的軍營。自此，黃得功知道乙邦才的才能，六安被包圍，馬士英命乙邦才和副總兵張衡前往拿取知州狀。二人選擇精騎二百人，連夜衝擊敵陣，環繞州城大叫：「大軍來了。」城中人仗恃他們而堅守城池，取得狀書後，再次突圍離開，不損失任何騎兵。之後他在潁州、壽州、六安、霍丘之間十多次戰事都立下功勞。史可法鎮守揚州，乙邦才擔任副總兵，受命分徇江北，得知揚州告急，就率領部下支援，與張衡及總兵劉應國在各城門防禦，揚州失陷，他力戰後自刎而死。

## 引用
1. 1 2  錢海岳《南明史·卷三十九·列傳第十五》：乙邦才，益都人。……俱從史可法軍前，官副總兵。乙邦才，字奇山。初以隊長擊流寇於河南、江北間。黃得功戰霍山，單騎陷淖中。寇圍而射之，馬薨，得功徒鬭。天將暮，僅餘二矢。邦才大呼衝寇走，得功乃得出。邦才授以己馬，分與矢，且走且射，連殪追騎十餘人，始得及其軍。得功自是知其能，六安圍急，馬士英命與副總兵張衡往取知州狀。二人簡精騎二百，夜衝寇陣，遶州城呼曰：「大軍至矣。」城中恃之，守益堅，得狀後，復突圍出，不損一騎。在潁、壽、六、霍間，大小十餘戰，咸有功。
2. ↑  錢海岳《南明史·卷三十九·列傳第十五》：可法鎮揚州，命分徇江北，聞揚州急，率所部趨援，與衡及總兵劉應國分門守禦，城陷，力戰自刎死。